# Belin-Béliet
 Belin-Béliet  es una comuna y población de Francia, en la región de Aquitania, departamento de Gironda, en el distrito de Arcachón. Es la cabecera del cantón homónimo.
Está integrada en la Communauté de communes du Val de l'Eyre.

## Toponimia
El nombre de Belin-Béliet se cree procede de Belenus Dios de la mitología celta.

## Demografía
Su población en el censo de 1999 era de 2.757 habitantes.
| 2,742 | 3,015 | 2,901 | 2,745 | 2,229 | 2,439 | 2,626 | 2,757 |
| Para los censos de 1962 a 1999 la población legal corresponde a la población sin duplicidades (Fuente: INSEE [Consultar]) |       |       |       |       |       |       |       |

## Españoles en el exilio
Tras la guerra civil española, un grupo de exiliados se estableció en esta población cercana a Burdeos. Fueron gentes de Calasparra (Murcia) y Madrid principalmente.